# مانوئل توبیاس

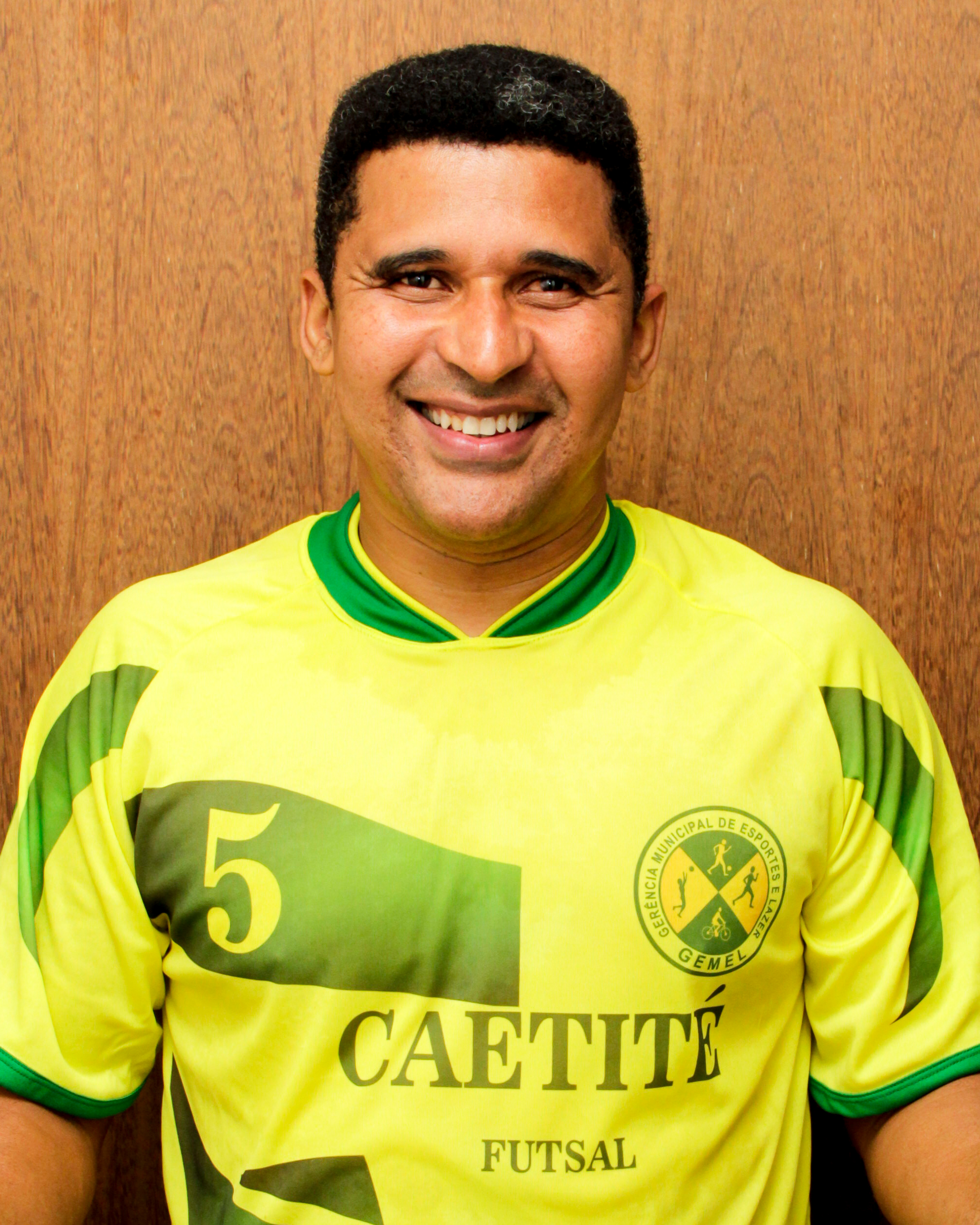
مانوئل توبیاس در سال ۲۰۱۶

مانوئل توبیاس (پرتغالی: Manuel Tobias، یک بازیکن فوتسال اهل برزیل است. او تا ۷ می ۲۰۰۷ برترین گلزن فوتسال در سطح جهان بوده است.